# Sublaines
Sublaines é uma comuna francesa na região administrativa do Centro, no departamento Indre-et-Loire. Estende-se por uma área de 14,09 km². Em 2010 a comuna tinha 191 habitantes (densidade: 13,6 hab./km²).